# Blancos (Orense)
Blancos (Os Blancos en gallego y oficialmente desde el año 1985) es un municipio español perteneciente a la provincia de Orense y la comarca de La Limia, en Galicia. 

## Demografía
Blancos cuenta con una población de 716 habitantes (INE 2024).
| Gráfica de evolución demográfica de Os Blancos entre 1842 y 2021 |
| |
| Población de derecho según los censos de población del INE Población de hecho según los censos de población del INEEn estos censos se denominaba Blancos: 1842, 1857, 1860, 1877, 1887, 1897, 1900, 1910, 1920, 1930, 1940, 1950, 1960, 1970 y 1981 |

### Organización territorial
El municipio está formado por veintiuna entidades de población distribuidas en siete parroquias:
- Aguis (San Martín)[8]
- Blancos[6] (San Verísimo)[9]
- Cobas[6] (Santiago)[10]
- Cobelas[6] (Santa María)[10]
- Guntín (Santa María)
- Nocedo (San Ciprián)[11]
- Pejeiros[6] (Santa María)[12]

## Política
En las elecciones municipales de mayo de 2011, el resultado fue un empate a votos entre Partido Popular y Alternativa Popular Galega, sin que ningún otro partido llegara al 5% de los votos:
- Alternativa Popular Galega, 393 votos.
- Partido Popular, 393 votos.
- Bloque Nacionalista Galego, 40 votos.
- Nulos, 7 votos.
- En blanco, 7 votos.
- PSdeG-PSOE, 6 votos.
- 84 abstenciones.

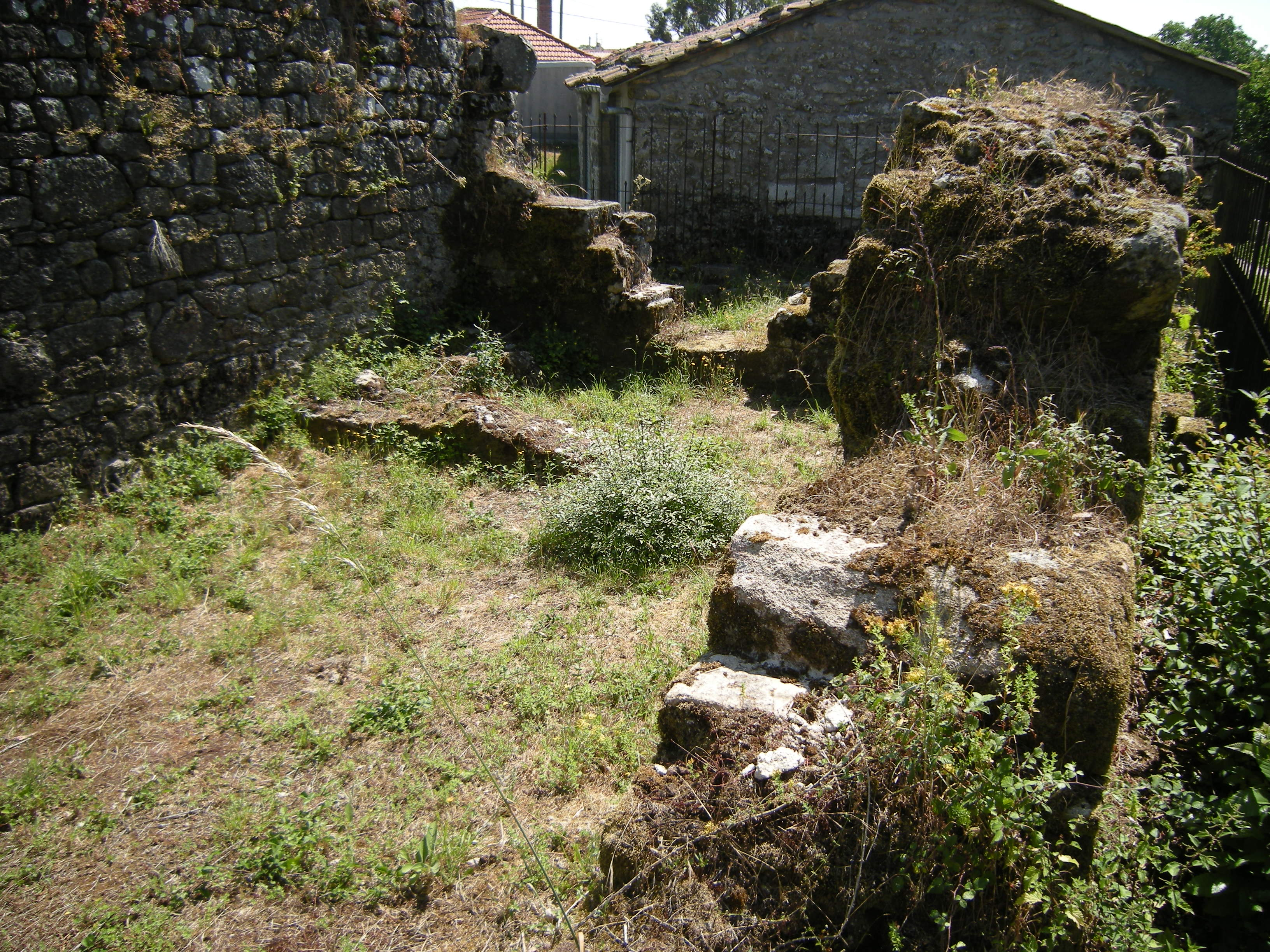
Yacimiento paleocristiano O Santo Vello, en Ouvigo, San Breixo de Os Blancos.

En un principio, se intentó resolver el empate mediante sorteo, que dio el concejal en disputa al PP (con lo que este partido tendría 4, frente a los 3 de APGa). Sin embargo, dado que en una de las mesas se habían contabilizado 422 votantes, y luego en el escrutinio solo se encontraron 421 votos, los resultados de esa mesa fueron impugnados. El Tribunal Superior de Xustiza de Galicia anuló el resultado y ordenó repetir las elecciones de esa mesa, y el Consejo de Ministros fijó la fecha del 20 de noviembre del mismo año (coincidiendo con las Elecciones a Cortes Generales).